# Giro del Ticino
Giro del Ticino (italienska), eller Tour du Tessin (franska), var ett endagslopp i landsvägscykling som avhölls årligen i den schweiziska kantonen Ticino från 1949 till 1968.

## Podieplaceringar
| År   | Vinnare           | Tvåa                 | Trea                |
| 1949 | Charles Guyot     | Gottfried Weilenmann | Enzo Nannini        |
| 1950 | Ferdi Kübler      | Umberto Drei         | Angelo Fumagalli    |
| 1951 | Ferdi Kübler      | Ettore Milano        | Vincenzo Rossello   |
| 1952 | Ferdi Kübler      | Giancarlo Astrua     | Arigo Padovan       |
| 1953 | Donato Zampini    | Bruno Monti          | Marcel Huber        |
| 1954 | Ferdi Kübler      | Eugen Kamber         | Nello Sforacchi     |
| 1955 | Hugo Koblet       | Arigo Padovan        | Roberto Falaschi    |
| 1956 | Valerio Chiarlone | Gino Guerrini        | Giuseppe Cainero    |
| 1957 | Alfredo Sabbadin  | Germano Barale       | Jan Adriaensens     |
| 1958 | Jan Adriaensens   | Aldo Moser           | Fernando Brandolini |

| År   | Vinnare             | Tvåa                | Trea               |
| 1959 | Angelo Conterno     | Alfredo Sabbadin    | Giuliano Natucci   |
| 1960 | Guglielmo Garello   | Wilfried Thaler     | Giovanni Pettinati |
| 1961 | Emile Daems         | Angelo Conterno     | Alfred Rüegg       |
| 1962 | Emile Daems         | Jos Hoevenaers      | Jos Van Bael       |
| 1963 | Guido De Rosso      | Italo Zilioli       | Emile Daems        |
| 1964 | Franco Cribiori     | Giovanni Bettinelli | Roberto Poggiali   |
| 1965 | Italo Zilioli       | Giuseppe Fezzardi   | Luciano Galbo      |
| 1966 | Giuseppe Fezzardi   | Hans Junkermann     | Willy Spühler      |
| 1967 | Adriano Passuello   | Franco Bitossi      | Dino Zandegù       |
| 1968 | Alberto Della Torre | Mario Anni          | Claudio Michelotto |